# ルイーゼ・マルツァン
ルイーゼ・マルツァン（Luise Malzahn 1990年6月9日- ）は、ドイツのハレ (ザーレ)出身の柔道選手。階級は78kg級。身長177cm。63kg級で活躍していたクラウディア・マルツァンは姉。警察に所属している。

## 人物
柔道は姉の影響で8歳の時に始めた。2006年のヨーロッパカデ選手権78kg級で優勝した。2009年の世界ジュニアでは準決勝で日本の緒方亜香里に内股で敗れて3位だった。2011年のヨーロッパ選手権で3位になった。2012年ロンドンオリンピックには2009年の世界選手権3位であるハイデ・ウォラートとの代表争いに敗れて出場できなかった。2013年のグランドスラム・東京では3位決定戦で日本の岡村智美と対戦した際に顔を思いっきり叩いたことにより、柔道精神に反する行為として反則負けを言い渡された。なおマルツァン本人は、試合に敗れた際にも慌てることはない理性的な人物だと自認している。2014年には地元で開催されたグランプリ・デュッセルドルフで優勝すると、世界団体でも3位に名を連ねた。グランドスラム・アブダビでも優勝を飾った。2015年には世界ランキング上位選手で争われるワールドマスターズで3位になった。世界選手権では準々決勝で日本の梅木真美に指導3で敗れるも、その後敗者復活戦を勝ち上がって3位となり、2009年の世界選手権63kg級で3位になった姉のクラウディアに続いて姉妹で世界選手権のメダルを獲得することになった。2016年のリオデジャネイロオリンピックでは5位にとどまった。
IJF世界ランキングは4191ポイント獲得で10位(21/11/8現在)。

## 主な戦績
- 2005年 - ヨーロッパユースオリンピックフェスティバル　2位(70kg級)
- 2006年 - ヨーロッパカデ選手権　優勝
- 2008年 - 世界ジュニア　5位
- 2009年 - 世界ジュニア　3位
- 2009年 - グランプリ・青島　3位
- 2011年 - ヨーロッパ選手権　3位
- 2011年 - グランプリ・バクー　2位
- 2011年 - グランプリ・アムステルダム　3位
- 2011年 - グランドスラム・東京　5位
- 2012年 - ヨーロッパ選手権　5位
- 2012年 - グランドスラム・モスクワ　3位
- 2013年 - グランプリ・サムスン　3位
- 2013年 - ヨーロッパ選手権　5位
- 2013年 - グランドスラム・バクー　2位
- 2013年 - グランプリ・マイアミ　2位
- 2013年 - グランドスラム・東京　5位
- 2014年 - グランプリ・デュッセルドルフ　優勝
- 2014年 - グランプリ・サムスン　優勝
- 2014年 - ヨーロッパ選手権　5位
- 2014年 - グランプリ・ハバナ　3位
- 2014年 - グランプリ・ウランバートル　2位
- 2014年 - 世界団体　3位
- 2014年 - グランプリ・アスタナ　2位
- 2014年 - グランプリ・タシュケント　3位
- 2014年 - グランドスラム・アブダビ　優勝
- 2014年 - グランプリ・チェジュ　2位
- 2015年 - グランプリ・サムスン　3位
- 2015年 - ワールドマスターズ　3位
- 2015年 - グランプリ・ブダペスト　3位
- 2015年 - ヨーロッパ競技大会　2位
- 2015年 - グランドスラム・チュメニ 3位
- 2015年 - 世界選手権　3位
- 2015年 - グランドスラム・パリ　7位
- 2016年 -　グランプリ・ハバナ　2位
- 2016年 -　グランドスラム・パリ　3位
- 2016年 - グランプリ・デュッセルドルフ　2位
- 2016年 - ヨーロッパ選手権　3位
- 2016年 - グランドスラム・バクー　3位
- 2016年 - リオデジャネイロオリンピック 5位
- 2017年 -　グランプリ・ザグレブ　3位
- 2017年 - グランプリ・ハーグ 3位
- 2018年 -　グランドスラム・エカテリンブルグ　2位
- 2018年 - グランプリ・タシュケント　3位
- 2019年 - グランドスラム・パリ　2位
- 2019年 - グランプリ・マラケシュ　3位
- 2019年 - グランプリ・アンタルヤ　優勝
- 2019年 - グランドスラム・バクー　優勝
- 2019年 - ヨーロッパ競技大会　5位
- 2019年 -　グランドスラム・アブダビ　2位
- 2019年 -　オセアニアオープン・パース　2位
- 2020年 - ヨーロッパ選手権　2位
- 2021年 -　グランドスラム・カザン　3位
- 2021年 -　世界選手権　7位
- 2021年 -　グランドスラム・パリ 3位
- 2021年 -　グランドスラム・バクー 優勝

(出典、JudoInside.com)。